# Касинеле-Кончентрико
Касинеле-Кончентрико (итал. Cassinelle-Concentrico) је насеље у Италији у округу Алесандрија, региону Пијемонт.
Према процени из 2011. у насељу је живело 425 становника. Насеље се налази на надморској висини од 373 м.

## Становништво
| 1936. | 1951. | 1961. | 1971. | 1981. | 1991. | 2001. | 2011. |
| ----- | ----- | ----- | ----- | ----- | ----- | ----- | ----- |
| 1.861 | 1.454 | 1.080 | 865   | 838   | 798   | 864   | 937   |